# Notophthiracarus tohivea
Notophthiracarus tohivea är en kvalsterart som beskrevs av Wojciech Niedbała 1998. Notophthiracarus tohivea ingår i släktet Notophthiracarus och familjen Phthiracaridae. Inga underarter finns listade i Catalogue of Life.